# Ошеде, Сюзанна
Сюзанна Ошеде (фр. Suzanne Hoschedé; 1864—1899) — падчерица и любимая модель французского художника-импрессиониста Клода Моне, жена американского художника Теодора Батлера.

## Биография

Сюзанна Ошеде на картине Клода Моне «Женщина с зонтиком» (1886)

Родилась в 1864 году во Франции. Была старшим ребёнком в семье Эрнеста и Алисы Ошеде.
Всего в семье было шестеро детей. Отец был предпринимателем, имел магазин в Париже. Он собирал картины импрессионистов и был известным меценатом. В 1877 году Эрнест Ошеде обанкротился, и его коллекция произведений искусства была продана с аукциона. Эрнест, Алиса и их дети переехали в Ветёй в дом Клода Моне и его первой жены Камиллы, где они жили с двумя детьми — Жаном и Мишелем. Эрнест, однако, проводил большую часть времени в Париже, в конце концов бросил свою семью и уехал в Бельгию. После его смерти, а также смерти жены Клода Моне, Алиса Ошеде и Клод Моне поженились в 1892 году. Сюзанна Ошеде стала одной из любимых моделей Клода Моне.

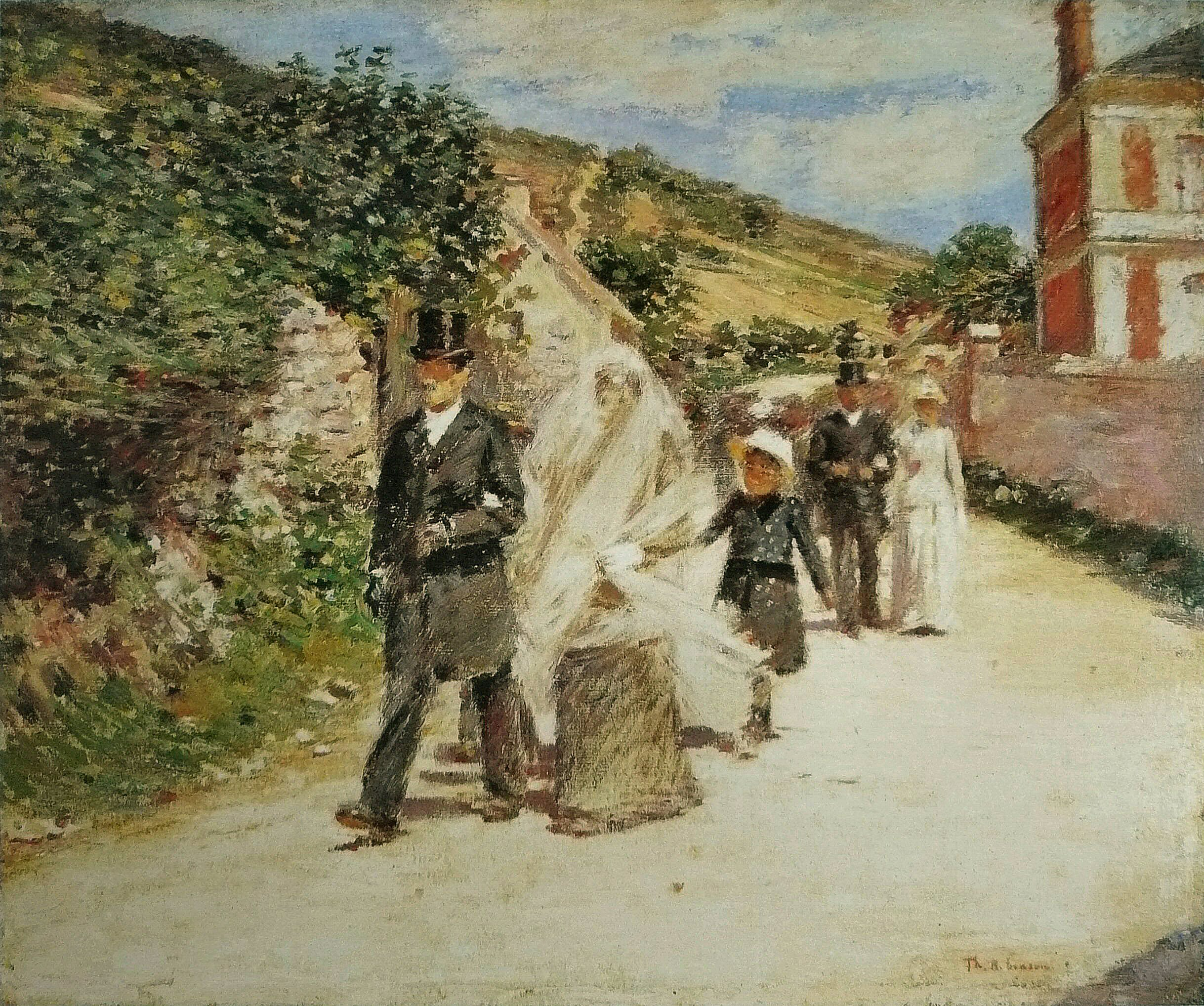
Теодор Робинсон. Свадебный марш. 1892

20 июля 1892 года она вышла замуж за американского художника-импрессиониста Теодора Батлера, который приехал в Живерни в творческую командировку, где познакомился с Сюзанной и влюбился в неё. Их свадьба была увековечена на полотне американского художника Теодора Робинсона под названием «Свадебный марш». У них был сын Джеймс Батлер, родившийся в 1893 году, и дочь Лилли Батлер, которая родилась в следующем году.
Умерла Сюзанна Ошеде 6 февраля 1899 года в Живерни. Похоронена на городском кладбище. Её младшая сестра Марта (англ. Marthe Hoschedé) помогала Батлеру воспитывать детей. В 1900 году Теодор женился на Марте.